# Kommunales Gebietsrechenzentrum
Kommunales Gebietsrechenzentrum (KGRZ) ist ein Name für Komplettanbieter, die Aufgaben der elektronischen Datenverarbeitung für Städte und Gemeinden übernehmen. Dazu zählen traditionell die Entwicklung, Einführung und Wartung klassischer Kommunalanwendungen. Kommunale Gebietsrechenzentren beschaffen Hard- und Software, erfüllen Dienstleistungsaufgaben (Beratung, Schulung, Installation, Wartung und Support) und setzen Datenschutz und Datensicherheitsmaßnahmen um.

## Geschichte
KGRZ sind hauptsächlich Ende der 1970er/Anfang der 1980er Jahre entstanden. In der öffentlichen Verwaltung war die Erkenntnis gereift, dass der automatisierten Datenverarbeitung (ADV) für die öffentliche Verwaltung eine besondere Bedeutung als wichtiges technisches Hilfsmittel zur Rationalisierung im umfassenden Sinne zukommt. Anfang 1970 bildete sich der Kooperationsausschuss ADV (KoopA ADV), dem der Bund, die Länder und die kommunalen Spitzenverbände angehörten. In den sogenannten Kieler Beschlüssen gab der KoopA ADV Empfehlungen für die „Kostenverteilung bei Weitergabe sowie gemeinsamer Entwicklung und Pflege von automatisierten Verfahren“. Vorrangiges Ziel der Kieler Beschlüsse war es, die Kosten durch Vermeidung von Doppelarbeiten zu senken, die personellen Ressourcen effizient zu nutzen und auch die Gebietskörperschaften mit geringer Finanzkraft an der Verwaltungsautomation teilhaben zu lassen. Mit dem Gesetz über kommunale Gemeinschaftsarbeit (GkG NW) von 1979 entstand in Nordrhein-Westfalen die gesetzliche Grundlage. Nach diesem Gesetz können Gemeinden und Gemeindeverbände Aufgaben, zu deren Erfüllung sie verpflichtet sind, gemeinsam wahrnehmen. Dazu können Arbeitsgemeinschaften begründet, Zweckverbände gebildet und öffentlich-rechtliche Vereinbarungen geschlossen werden. Eine weitere Rechtsform für KGRZ bot die Anstalt des öffentlichen Rechts (AöR).

## Beispiele
Das Kommunale Rechenzentrum Niederrhein (krzn) hat seinen Standort in Kamp-Lintfort und ist als kommunaler Zweckverband seit 1971 IT-Dienstleister für Kommunen in der Region Niederrhein.
Die Kommunale Datenverarbeitung Region Stuttgart (KDRS) wurde am 29. Juni 1971 unter dem Namen „Regionales Rechenzentrum Mittlerer Neckarraum GbR“ mit Sitz in Stuttgart gegründet. Seit 1995 agiert der Zweckverband unter der heutigen Bezeichnung. Sie betreut 189 Mitglieder (Stand: 30. Juni 2012) in der Region Stuttgart. 2018 ging die KDRS mit mehreren weiteren kommunalen Rechenzentren in der Komm.ONE auf.
Das Kommunale Rechenzentrum Minden-Ravensberg/Lippe (krz) in Lemgo ⊙ ist seit 1972 Informatik-Dienstleister der drei Kreise Minden-Lübbecke, Herford und Lippe sowie von 34 Städten und Gemeinden aus diesen Kreisgebieten. Als kommunaler Zweckverband besitzt das krz den Status einer Körperschaft des öffentlichen Rechts. Über 200 Mitarbeiter unterstützen etwa 7.500 PC-Arbeitsplätze mit rund 10.000 Geräten in den Verwaltungen des Verbandsgebietes.
Das Kommunale Gebietsrechenzentrum Kassel ⊙ wurde von Albert Osswald, dem früheren hessischen Ministerpräsidenten (SPD), als Anstalt des öffentlichen Rechts für das Land Hessen, den Regierungsbezirk Gießen und umliegende Gemeinden und Städte gegründet. Der Neubau wurde am 15. März 1972 offiziell seiner Bestimmung übergeben.
Die Kommunale Datenverarbeitungszentrale Südniedersachsen (KDS) ⊙ wurde am 1. Juli 1972 als Gesellschaft des bürgerlichen Rechts von kommunalen Gebietskörperschaften im südniedersächsischen Raum als zentrale Einrichtung in Göttingen gegründet. Durch diese Zentralisierung wurde eine wirtschaftliche Nutzung der damals sehr teuren Technik der elektronischen Datenverarbeitung für alle Gesellschafter möglich. Nach der deutschen Vereinigung traten auch kommunale Gebietskörperschaften aus dem Bundesland Thüringen dieser Gemeinschaftseinrichtung bei. Am 6. Oktober 2010 ist durch 34 südniedersächsische Kommunalverwaltungen der Zweckverband KDS errichtet worden, der zum 1. Januar 2011 seinen Geschäftsbetrieb aufgenommen hat. Mit der Änderung der Rechtsform sind die kommunalen Gebietskörperschaften aus dem Bundesland Thüringen ausgeschieden.
Der Zweckverband INFOKOM Gütersloh, 1981 gebildet vom Kreis Gütersloh und 10 kreisangehörigen Kommunen unter dem Namen Zweckverband KDVZ Gütersloh (Kommunale Datenverarbeitungszentrale) mit Sitz in Gütersloh. Ab 2004 erfolgte das operative Geschäft in der Rechtsform der Anstalt des öffentlichen Rechts (INFOKOM Gütersloh AöR).
Die regio iT gesellschaft für informationstechnologie mbh mit Sitz in Aachen und Niederlassung in Gütersloh ist als kommunaler IT-Dienstleister Partner für Kommunen und Schulen, Energieversorger und Entsorger sowie Non-Profit-Organisationen. Die Gesellschaft, gegründet 2003, ist aus der Aachener Datenverarbeitungsgesellschaft mbH (Gründung 1967) und der Gemeinsamen Kommunalen Datenverarbeitungszentrale (Gründung 1975) hervorgegangen und privatrechtlich organisiert. Im Jahr 2011 fusionierte die damalige regio iT Aachen gmbh mit der INFOKOM Gütersloh AöR zur heutigen regio iT GmbH.
Die Kommunale Informationsverarbeitung Baden-Franken (KIVBF) mit Sitz in Karlsruhe und Standorten in Heidelberg, Heilbronn und Freiburg besteht seit dem 1. Januar 2003. Sie ist aus Gebietsrechenzentren der Regionen Franken/Unterer Neckar, Mittlerer Oberrhein/Nordschwarzwald und Südlicher Oberrhein/Hochrhein entstanden.
Das kommunale IT-Systemhaus bietet ihren Mitgliedern (489 Städten und Gemeinden, 17 Landkreisen, 7 Stadtkreisen, 2 Körperschaften des öffentlichen Rechts) IT-Fachlösungen für den öffentlichen Bedarf. Gemeinsam mit der KRBF GmbH, einer 100%igen Tochtergesellschaft, erzielte sie 2011 einen Jahresumsatz von etwa 107 Mio. Euro.
Das kommunale Systemhaus LVR-InfoKom ist eine 100%ige-Tochter des Landschaftsverband Rheinland (LVR) mit Sitz in Köln-Deutz. Das kommunale IT-Systemhaus bietet den verschiedenen Fachbereichen des LVR IT-Fachlösungen an. Seit 2005 wird LVR-InfoKom wie ein kommunaler Eigenbetrieb geführt. Im Geschäftsjahr 2013 erzielte das Unternehmen mit ca. 390 Mitarbeiterinnen und Mitarbeitern einen Jahresumsatz von ca. 55 Mio. Euro.